# Aerospool
Aerospool, spol sro ist ein slowakischer Flugzeughersteller mit Sitz in Prievidza. Das Unternehmen ist spezialisiert auf die Entwicklung und Herstellung von Ultraleichtflugzeugen und Flugzeugen in Form von Bausätzen für den Amateurbau. Sie stellt zudem wichtige Komponenten für Segelflugzeuge her und repariert und überarbeitet Segelflugzeuge.
Das Unternehmen wurde gegen Ende des Jahres 1990 von Mitgliedern des Aeroklubs Prievidza gegründet und ist als spoločnosť s ručením obmedzeným, eine slowakische Gesellschaft mit beschränkter Haftung organisiert.

## Geschichtliche Entwicklung
Das erste Produkt der Firma war der Rumpf für das Segelflugzeug WT-3. Das Unternehmen verzweigte sich dann in die Herstellung von handgefertigten Glasfaser-Transportanhängern für Segelflugzeuge und produzierte mehr als 120 davon. Das Unternehmen übernahm Lohnarbeiten und baute mehr als 100 Rümpfe für das Ultraleichtflugzeug InterPlane Skyboy. Sie produzierten Komponenten für den WT-6, den Radab Windex und den Aeropro Eurofox. 1992 entwarfen sie schließlich ihr eigenes Flugzeug, den Aerospool Compact.
1993 begann Aerospool mit der Reparatur von Schempp-Hirth-Segelflugzeugen und wurde vom Luftfahrt-Bundesamt zugelassen. Sie begannen mit der Auftragsproduktion von Schempp-Hirth-Segelflugzeugen, bauten bis 2017 Leitwerke, Höhenruder und Winglets für den Schempp-Hirth Ventus-2C und übernahmen die Vormontage, Lackierung sowie die Endmontage.
1996 flog der Impulz erstmals als Prototyp und wurde 2000 zum Aerospool WT-9 Dynamic weiterentwickelt. Die zweisitzige WT-9 Dynamic erzielte kommerziellen Erfolg und wurde bis 2015 über 500 Male ausgeliefert. Die Aerospool WT-10 Advantic, welche erstmals am 11. April 2013 geflogen wurde und bis 2017 in der Entwicklung blieb, soll als Bausatz für Amateure geliefert werden.

## Flugzeuge

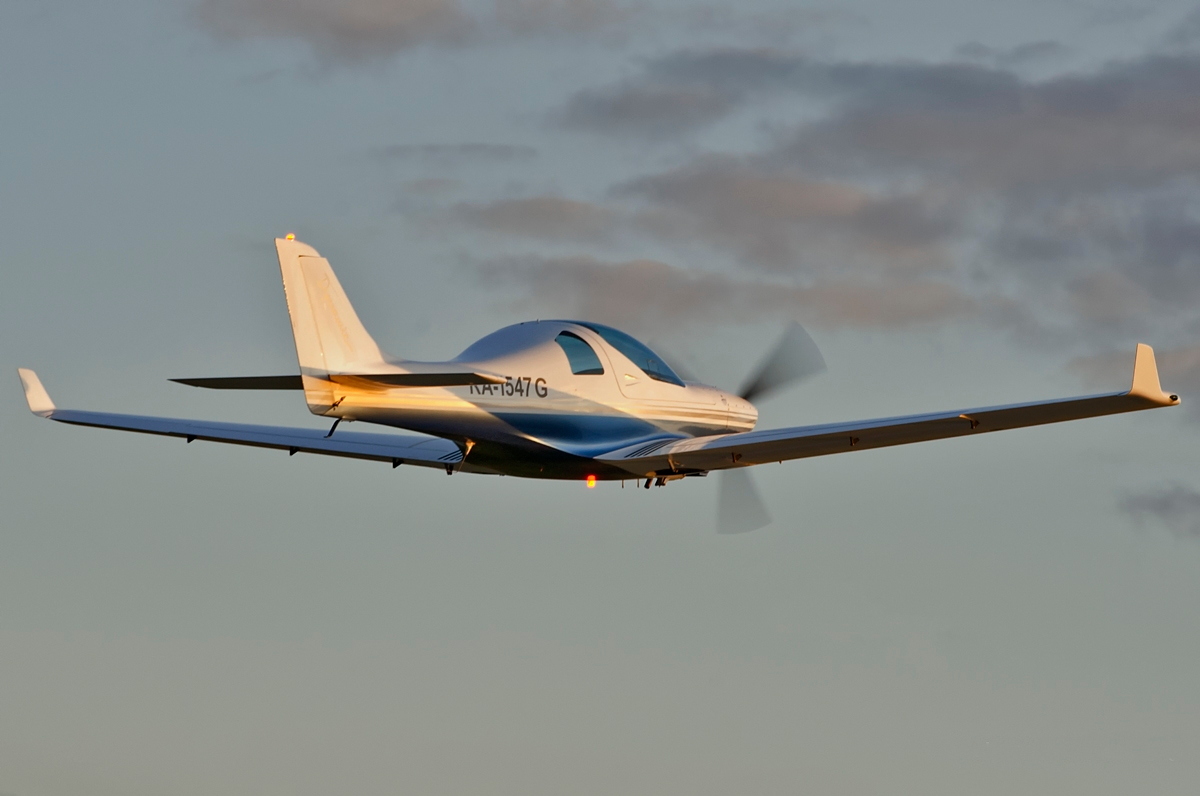
Aerospool WT-9 Dynamic

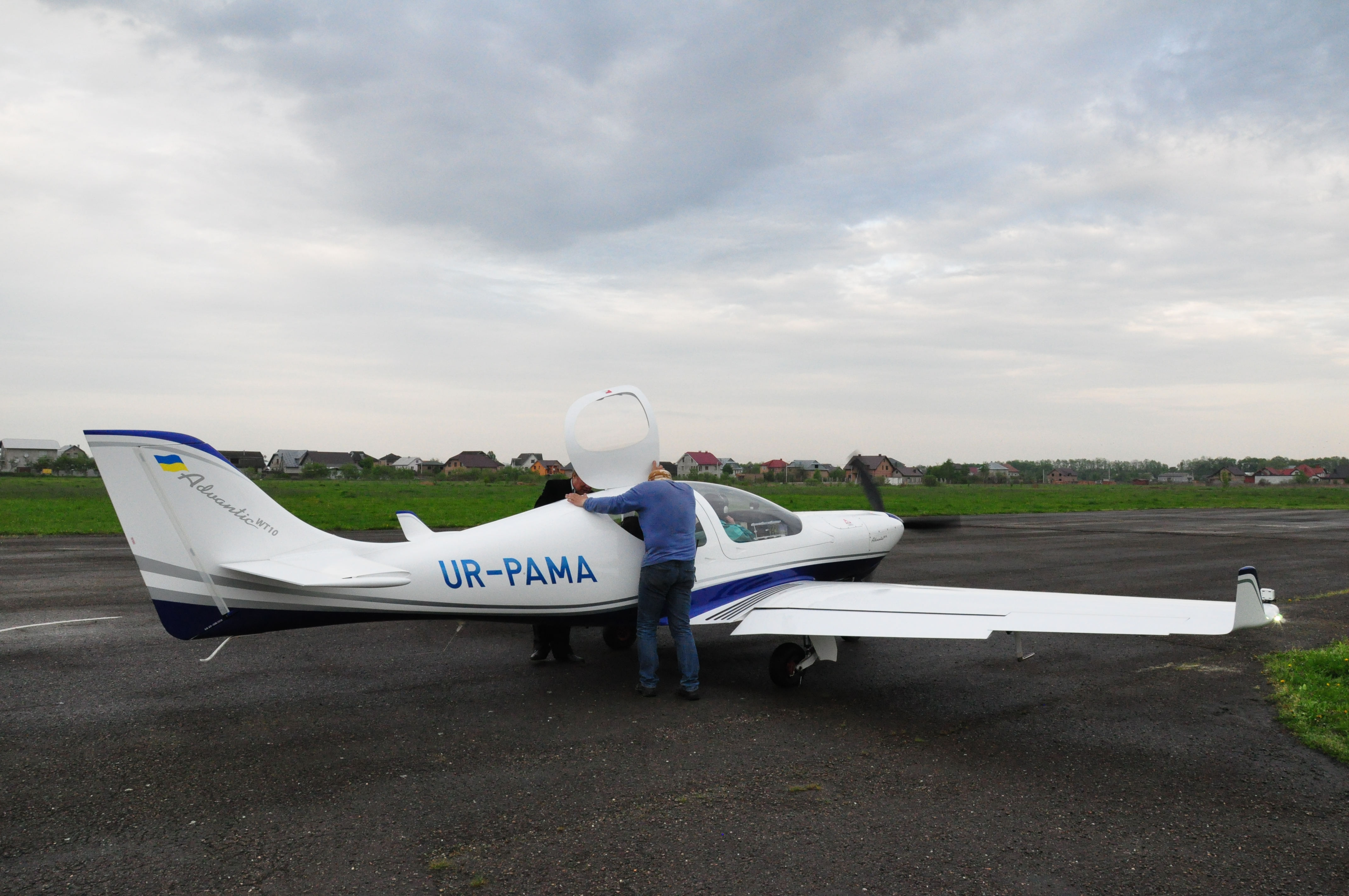
Aerospool WT-10 Advantic

- Aerospool WT-9 Dynamic
- Aerospool WT-10 Advantic
- Schempp-Hirth Ventus-2